# George Decker
George Henry Decker (Catskill, 16 febbraio 1902 – Washington, 6 febbraio 1980) è stato un generale statunitense, Capo di stato maggiore dell'Esercito degli Stati Uniti dal 1960 al 1962.

## Biografia

### Primi anni di vita
Decker nacque a Catskill nello Stato di New York, e frequentò il Lafayette College di Easton in Pennsylvania, ottenendo una laurea in economia nel 1924. In seguito fu un fiduciario di questo istituto dal 1964 al 1972. Sposò la precedente fiduciaria dell'istituto Helen E. Inman nel 1926.

### Carriera militare
Decker venne commissionato come Secondo tenente della fanteria nel giugno 1924, e cominciò il suo servizio nell'esercito con il 26º Reggimento di fanteria, allora dislocato a Plattsburg Barracks nella zona settentrionale di New York. Nel 1928, venne inviato nelle Hawaii dove servì con il 35º Reggimento di fanteria fino al 1931. Venne promosso a Primo tenente nell'aprile 1930. Dopo aver ricevuto un addestramento avanzato di fanteria alla United States Army Infantry School di Fort Benning nel 1932, Rimase in tale località con il 29º Reggimento di fanteria fino al 1935. A questa posizione seguì quella a Vancouver Barracks vicino a Portland in Oregon con il 7º Reggimento di fanteria dal 1935 al 1936 (in tale periodo venne promosso a Capitano, nell'agosto 1935).
Nel 1936 venne inviato alla Scuola del comando e dello stato maggiore generale a Fort Leavenworth, dove si diplomò nel 1937. Successivamente servì con il 10º Reggimento di fanteria a Fort Thomas in Kentucky e a Fort McClellan in Alabama e con il 9º Reggimento di fanteria a Fort Bragg in Carolina del Nord. Nel 1940 prese il comando del quartier generale di compagnia del 1º Corpo d'armata a Fort Jackson in Carolina del Sud e fu assistente dei rifornimenti e ufficiale della logistica dal 1940 al 1941. Nel 1941 subì una raffica di promozioni: temporaneamente a Maggiore (gennaio), permanentemente a Maggiore (giugno) e temporaneamente a Tenente colonnello (dicembre). In seguito venne trasferito a Washington per servire nello stato maggiore generale del Dipartimento della Guerra, dove venne assegnato all'ufficio dell'Assistente capo di stato maggiore per i rifornimenti. Venne promosso temporaneamente a Colonnello nell'ottobre 1942 e divenne vice-capo di stato maggiore della 3ª Armata a Fort Sam Houston in Texas. In seguito venne inviato oltremare nel pacifico sud-occidentale, dove divenne vice-capo di stato maggiore e in seguito capo di stato maggiore della 6ª Armata, una posizione che mantenne fino alla fine della Seconda guerra mondiale. Venne promosso temporaneamente a Brigadier generale nell'agosto 1944 e a Maggior generale nel giugno 1945. Partecipò nelle operazioni della 6ª Armata in Nuova Guinea, nelle Isole Salomone e nelle Filippine.
Decker ritornò a Washington nel 1946 al quartier generale delle Forze terrestri dell'esercito e al quartier generale delle forze di servizio dell'esercito, ma poco tempo dopo venne inviato nuovamente nel Pacifico come vice-comandante generale e capo di stato maggiore delle forze statunitensi nel medio pacifico e nelle Hawaii dal 1946 al 1948.
Divenne comandante generale della 5ª Divisione di fanteria nel 1948, e nel 1950 venne assegnato all'ufficio del controllore dell'esercito come capo del bilancio della divisione. Nel 1952 venne promosso temporaneamente a Tenente generale e divenne controllore dell'Esercito degli Stati Uniti dal 1952 al 1955. Venne promosso permanentemente a Brigadier generale nell'aprile 1953 e permanentemente a Maggior generale nel luglio 1954. Nel 1955 venne inviato in Germania come comandante generale del VII Corpo d'armata a Stoccarda e venne promosso temporaneamente a Generale a quattro stelle nel maggio 1956.
Dal 1956 al 1957 fu vice-comandante in capo del Comando europeo degli Stati Uniti nel suo quartier generale a Rocquencourt fuori Parigi in Francia. Dal 1957 al 1959 fu comandante in capo del Comando delle Nazioni Unite in Corea e comandante generale della United States Forces Korea e dell'8ª Armata.
Decker venne nominato Vice-capo di stato maggiore dell'Esercito degli Stati Uniti nel 1959, e il 1º ottobre 1960 divenne Capo di stato maggiore dell'Esercito degli Stati Uniti servendo in tale posizione fino al 30 settembre 1962. Uno tra i punti salienti del suo mandato da Capo di stato maggiore fu quello di supervisionare le argomentazioni per affrontare la Crisi di Berlino del 1961 (causata dalla costruzione del Muro di Berlino nel 1961). In tale veste Decker si impegnò nell'aumentare le forze per la guerra speciale, dando il via a nuove divisioni e a concetti di deposito moderni espandendo l'esercito statunitense a 16 divisioni. Decker si ritirò dopo la fine del suo mandato da Capo di stato maggiore.

### Ultimi anni di vita
in seguito al suo ritiro, Decker fu presidente dell'Associazione dei chimici di produzione a Washington per i sette anni successivi. Morì di leucemia al Walter Reed Army Medical Center il 6 febbraio 1980.